# Stephen Decatur
Stephen Decatur (Sinepuxent, Maryland, 5 de enero de 1779 - Blandensburg, Maryland, 22 de marzo de 1820) fue un oficial naval estadounidense. Se hizo famoso por su heroísmo durante la guerra de Berbería en la campaña de Trípoli y en la Guerra anglo-estadounidense de 1812. 
Murió en un duelo frente al comodoro James Barron. Tras su muerte sus restos fueron depositados temporalmente en la tumba de Joel Barlow en Washington, pero más tarde trasladado al cementerio St. Peter's Churchyard, en Filadelfia, Pensilvania.
En su honor hay muchas localidades estadounidenses con su nombre.